# Colpoma crispum
Colpoma crispum är en svampart som först beskrevs av Christiaan Hendrik Persoon, och fick sitt nu gällande namn av Pier Andrea Saccardo 1891. Colpoma crispum ingår i släktet Colpoma och familjen Rhytismataceae.  Arten är reproducerande i Sverige. Inga underarter finns listade i Catalogue of Life.
I den svenska databasen Dyntaxa används istället namnet Pseudographis elatina för samma taxon.  Arten är reproducerande i Sverige.